# Isopsefia
Con isopsefia si intende la qualità, che può caratterizzare due o più parole scritte in greco, di essere associate allo stesso numero secondo una corrispondenza di tipo numerologico basata sul sistema di numerazione greco.
La parola deriva dal greco "ἰσοψηφία (isopsēphía)", composta da "ἴσος (ísos)" che significa "uguale" e "ψῆφος (psêphos)" che significa "sassolino" ma anche "conteggio", dato che gli antichi utilizzavano dei sassolini per eseguire i calcoli aritmetici.
Quando due o più parole sono associate allo stesso numero si dicono isopsefiche.
Il numero associato ad una parola è talvolta chiamato psefia.

## Ricerca dell'isopsefia
La tecnica utilizzata per calcolare il numero di una parola si basa sulla corrispondenza tra le lettere dell'alfabeto greco e il valore numerico che ogni lettera ha secondo il sistema di numerazione utilizzato normalmente nell'antichità, quando ancora non era stato introdotto il sistema di numerazione arabo:
| Α | Β | Γ | Δ | Ε | [ 1 ] | Ζ | Η | Θ | Ι  | Κ  | Λ  | Μ  | Ν  | Ξ  | Ο  | Π  | [ 1 ] | Ρ   | Σ   | Τ   | Υ   | Φ   | Χ   | Ψ   | Ω   | [ 1 ] |
| - | - | - | - | - | ----- | - | - | - | -- | -- | -- | -- | -- | -- | -- | -- | ----- | --- | --- | --- | --- | --- | --- | --- | --- | ----- |
| 1 | 2 | 3 | 4 | 5 | 6     | 7 | 8 | 9 | 10 | 20 | 30 | 40 | 50 | 60 | 70 | 80 | 90    | 100 | 200 | 300 | 400 | 500 | 600 | 700 | 800 | 900   |

La parola va scritta senza i segni diacritici, che furono introdotti solo in epoca bizantina per facilitare la lettura dei testi classici; i valori corrispondenti ad ogni lettera vanno sommati e si ottiene così il numero associato alla parola.
Ad esempio, alla parola "ἀγάπη (agápē)" (amore) corrisponde il valore 93.
Lo studio dell'isopsefia sta nel ricercare parole che siano associate allo stesso numero.
Ad esempio, anche alla parola "θέλημα (thélēma)" (volontà) corrisponde il valore 93 e dunque le parole "ἀγάπη" e "θέλημα" sono in relazione di isopsefia, sono cioè isopsefiche.

## Storia dell'isopsefia
L'isopsefia venne usata sicuramente da Pitagora sia a scopi crittografici sia a scopi divinatori. È, infatti, una delle discipline alla base dell'onomanzia greca, in quanto si riteneva che le parole isopsefiche avessero tra loro un legame soprannaturale.
Trattandosi di una tecnica molto antica, potrebbe essere antecedente all'analoga gematria ebraica, che è la disciplina numerologica della Qabbalah.
Dall'isopsefia e dalla gematria si è sviluppata l'aritmomanzia, la disciplina di analisi numerologica di una parola basata sull'alfabeto latino e proprio in questo contesto, ma a scopi poetici, fu utilizzata dall'astrologo ed epigrammista Leonida di Alessandria.

## Isopsefia nel Cristianesimo
Lo studio dell'isopsefia nei testi del Nuovo Testamento da parte dei cabalisti di tradizione cristiana è stata usata in particolare per tentare la decrittazione del numero della bestia citato nell'Apocalisse di Giovanni.
Nel libro I degli Oracoli sibillini (testi apocrifi dell'Antico Testamento scritti in greco), ai versetti 326-330, il nome di Gesù è sostituito dal numero 888, che secondo l'isopsefia è il valore corrispondente alla trascrizione del nome in lingua greca: "Ιησοῦς (Iēsôus)".
L'utilizzo dell'isopsefia si riscontra come forma di abbreviazione in alcune iscrizioni cristiane ritrovate nelle catacombe.